# L'Isern (Montseny)
L'Isern és una obra de Montseny (Vallès Oriental) inclosa a l'Inventari del Patrimoni Arquitectònic de Catalunya.

## Descripció
La façana queda amagada del camí principal. El cos principal, a dues aigües, té adossades moltes dependències. Tot el conjunt presenta una planta de creu, on sovintegen finestres allindades i obertures molt estretes. Cal remarcar l'adaptació al fort desnivell del terreny, que empeny contra la part posterior, cosa que ha obligat a reforçar el mur d'aquella part.

## Història
Es té notícia que l'Isern era habitat el 1515 per un tal Antoni Jovany. Possiblement hi ha alguna relació amb coll de Bosch, masia propera.